# Diócesis de Mbanza Kongo
La diócesis de Mbanza Kongo (en latín: Dioecesis Mbanzacongensis y en portugués: Diocese de Mabanza Congo) es una circunscripción eclesiástica de la Iglesia católica en Angola. Se trata de una diócesis latina, sufragánea de la arquidiócesis de Luanda. Desde el 5 de enero de 2009 su obispo es Vicente Carlos Kiaziku, de la Orden de los Hermanos Menores Capuchinos.

## Territorio y organización
La diócesis tiene 39 459 km² y extiende su jurisdicción sobre los fieles católicos de rito latino residentes en la provincia de Zaire. 
La sede de la diócesis se encuentra en la ciudad de Mbanza Kongo (M'banza Congo o Mabanza Congo), en donde se halla la Catedral de Nuestra Señora de la Concepción.
En 2021 en la diócesis existían 8 parroquias.

## Historia
Cuando la diócesis de Angola y Congo (hoy arquidiócesis de Luanda) fue erigida en 1596 por el papa Clemente VIII, de la diócesis de Santo Tomé y Príncipe, se instaló en São Salvador do Congo (actual Mbanza Kongo). Recibió el nombre inicial de diócesis de São Salvador do Congo (dioecesis Soterpolitana Congensis). La ciudad incluso albergó dos órganos administrativos católicos simultáneamente, cuando se instaló la prefectura apostólica del Bajo Congo en 1640. En 1716 la diócesis se trasladó a Luanda, en donde vivían los obispos para estar más cerca de las autoridades coloniales. En 1886 la prefectura apostólica se trasladó a Cabinda.
La diócesis fue erigida el 7 de noviembre de 1984 con la bula Ex quo superno del papa Juan Pablo II, obteniendo el territorio de la diócesis de Uije.

## Estadísticas
Según el Anuario Pontificio 2022 la diócesis tenía a fines de 2021 un total de 378 468 fieles bautizados.
| Año                                                                             | Población            | Población | Población      | Sacerdotes | Sacerdotes    | Sacerdotes    | Bautizados por sacerdote | Diáconos permanentes | Religiosos | Religiosos | Parroquias |
| Año                                                                             | Bautizados católicos | Total     | % de católicos | Total      | Clero secular | Clero regular | Bautizados por sacerdote | Diáconos permanentes | Varones    | Mujeres    | Parroquias |
| ------------------------------------------------------------------------------- | -------------------- | --------- | -------------- | ---------- | ------------- | ------------- | ------------------------ | -------------------- | ---------- | ---------- | ---------- |
| 1990                                                                            | 132 000              | 256 000   | 51.6           | 8          |               | 8             | 16 500                   |                      | 9          | 29         | 5          |
| 1997                                                                            | 146 000              | 286 000   | 51.0           | 17         | 3             | 14            | 8588                     |                      | 21         | 39         | 6          |
| 2000                                                                            | 148 000              | 291 000   | 50.9           | 13         | 4             | 9             | 11 384                   |                      | 12         | 30         | 6          |
| 2001                                                                            | 280 500              | 674 100   | 41.6           | 18         | 4             | 14            | 15 583                   |                      | 21         | 39         | 6          |
| 2002                                                                            | 215 100              | 544 100   | 39.5           | 15         | 6             | 9             | 14 340                   |                      | 12         | 33         | 6          |
| 2004                                                                            | 338 200              | 674 300   | 50.2           | 14         | 5             | 9             | 24 157                   |                      | 14         | 33         | 6          |
| 2013                                                                            | 408 000              | 811 000   | 50.3           | 16         | 8             | 8             | 25 500                   |                      | 18         | 26         | 6          |
| 2016                                                                            | 368 320              | 819 320   | 45.0           | 25         | 13            | 12            | 14 732                   |                      | 35         | 28         | 7          |
| 2019                                                                            | 377 649              | 823 000   | 45.9           | 30         | 14            | 16            | 12 588                   |                      | 18         | 35         | 8          |
| 2021                                                                            | 378 468              | 875 320   | 43.2           | 29         | 16            | 13            | 13 050                   |                      | 14         | 30         | 8          |
| Fuente: Catholic-Hierarchy, que a su vez toma los datos del Anuario Pontificio. |                      |           |                |            |               |               |                          |                      |            |            |            |

## Episcopologio
- Afonso Nteka, O.F.M.Cap. † (8 de noviembre de 1984-10 de agosto de 1991 falleció)
- Serafim Shyngo-Ya-Hombo, O.F.M.Cap. (29 de mayo de 1992-17 de julio de 2008 renunció)
- Vicente Carlos Kiaziku, O.F.M.Cap., desde el 5 de enero de 2009